# Springerle
 (octobre 2017).
Si vous disposez d'ouvrages ou d'articles de référence ou si vous connaissez des sites web de qualité traitant du thème abordé ici, merci de compléter l'article en donnant les références utiles à sa vérifiabilité et en les liant à la section « Notes et références ».

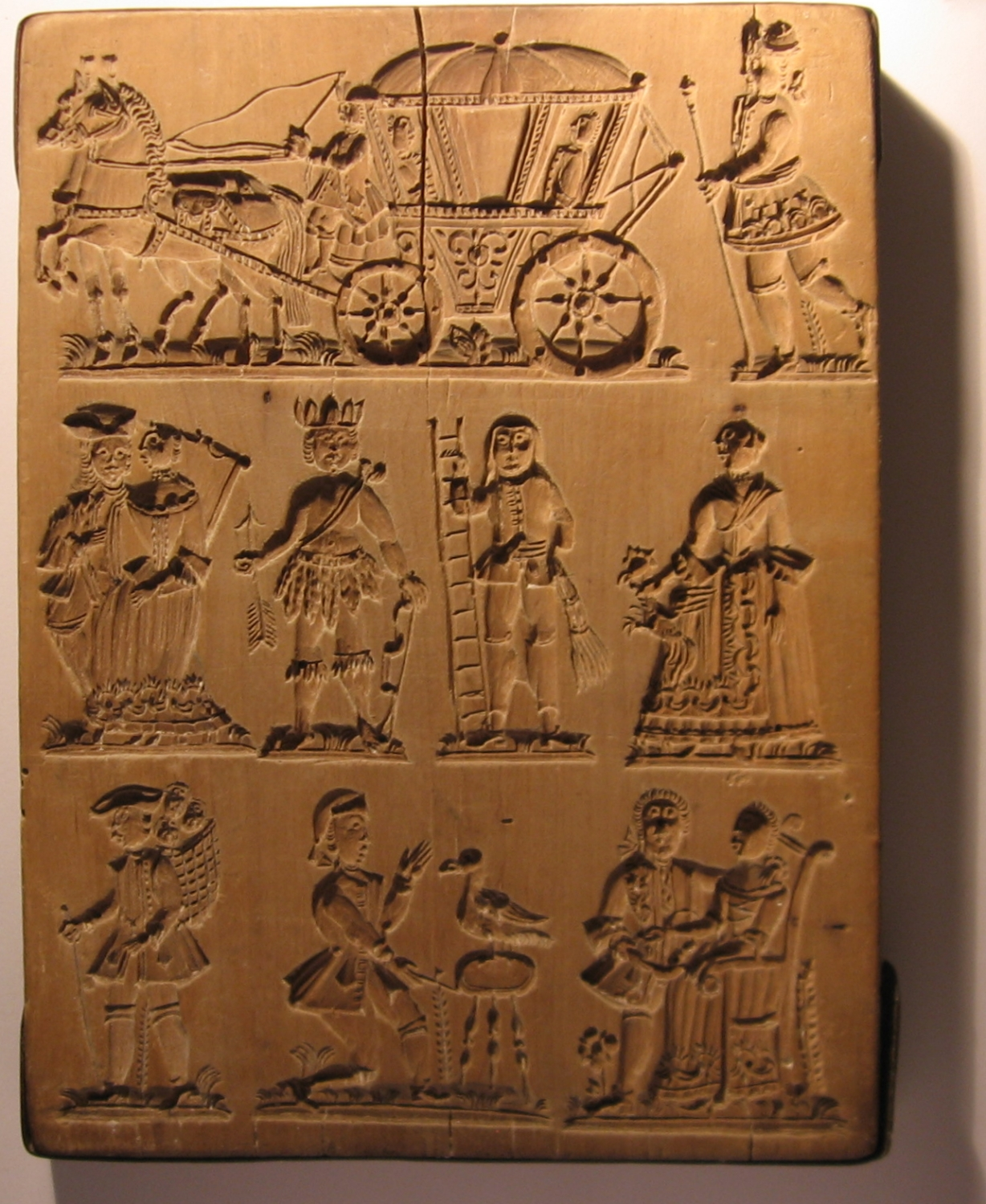
Moule en bois à décor rococo.

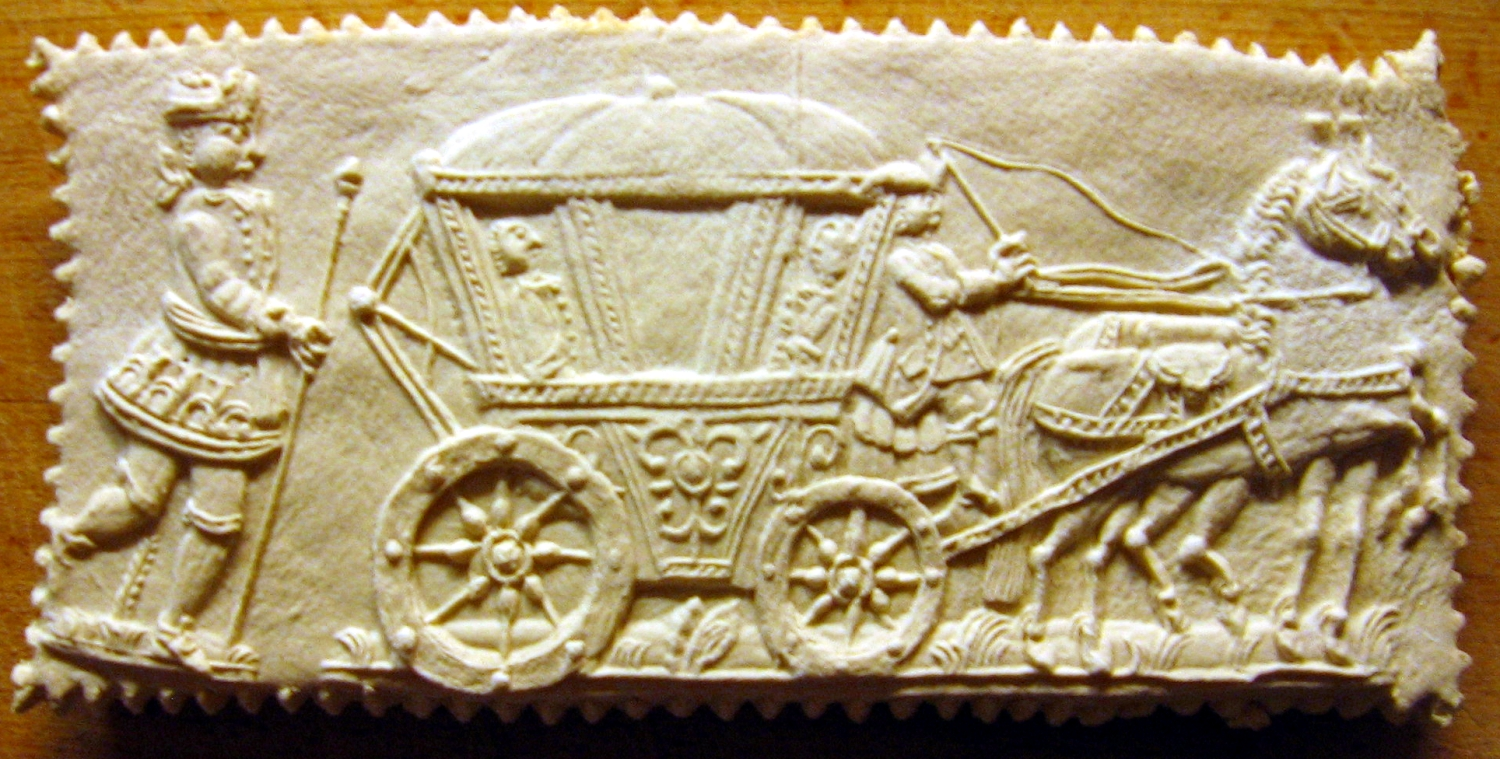
Un Springerle cuit.

Le Springerle est un biscuit du Bade-Wurtemberg en Allemagne, et de Suisse Alémanique (Anisbrötli ou Springerli) avec un dessin en relief. Les Springerli sont traditionnellement blancs et parfumés à l’anis.

## Histoire

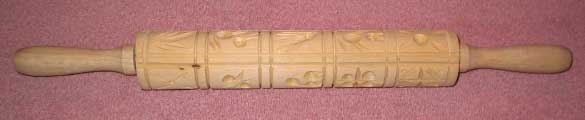
Rouleau moderne pour les Springerle.

L'origine du Springerle est inconnue. Toutefois, les moules les plus anciens remontent au début du Moyen Âge. Les premiers motifs étaient d'ordre religieux, avec des thèmes empruntés à des fêtes comme Noël, Hanoukah et Pâques. Les gravures sont traditionnellement taillées dans du bois de poirier, bien que des moules en terre cuite, en céramique, en pierre, en métal et, plus récemment, en plastique soient également connus. Leur nom signifie « petits sauteurs » ou « petits cavaliers » en allemand.

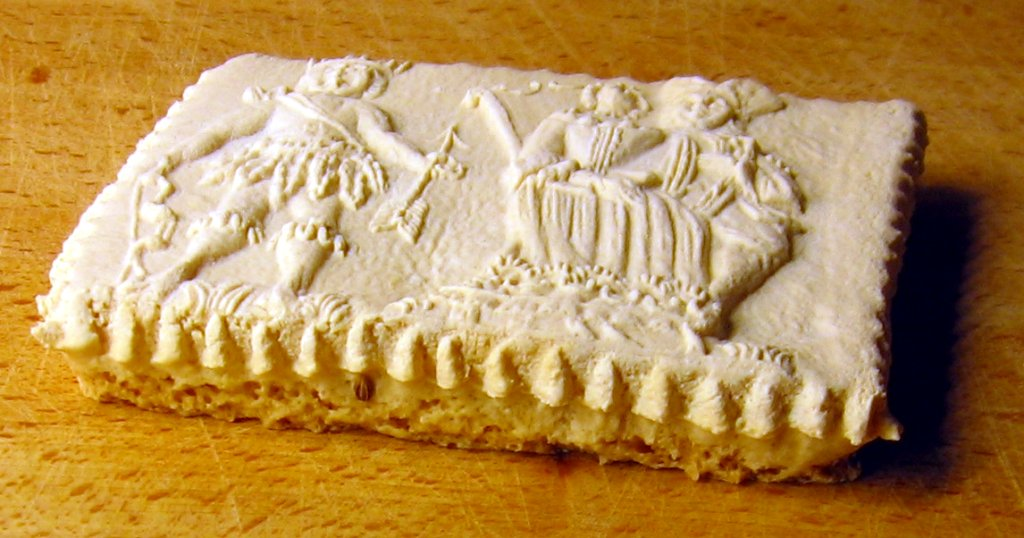
Springerle avec ses fuessle (pieds).

La fabrication de moules de Springerle en bois de poirier est devenue une rareté que les collectionneurs d'aujourd'hui s'arrachent.

## Préparation
À partir d'œufs, de sucre en poudre, de farine fine, de graines d'anis, de zeste de citron et de levure chimique (ou de bicarbonate de soude), on obtient une pâte qu'on refroidit avant de l'abaisser sur environ 0,5 cm d'épaisseur. Le moule à Springerle fariné (s'il est en bois) est pressé sur la pâte et les petits fours sont découpés à l'aide d'un couteau ou d'une roulette à pâtisserie. Il faut laisser reposer les Springerle ainsi obtenus pendant au moins 24 h afin qu'ils sèchent et mouiller leurs pieds (leurs dessous) avant de les poser sur une tôle beurrée, parsemée de graines d'anis pour une cuisson à 160 °C (320 °F). Ainsi, en fin de cuisson, le Springerle typiquement développe des « pieds » (qu'on appelle fuessle en alémanique) sur lesquels il semble reposer. Ordinairement, les fuessle dorés apparaissent au bout de 15 min de cuisson et sont le signe que la cuisson est terminée. Il faut laisser refroidir sur une claie à pâtisserie et les entreposer dans une boîte en métal avec une tranche de pomme pendant quatre semaines afin qu'ils développent une consistance propre à la consommation. Autrefois, on en conservait pendant toute l'année avant d'en préparer une nouvelle fournée.

## Recette traditionnelle
- Ingrédients :
  - 4 œufs
  - 500 g de sucre en poudre
  - 500 g de farine fine
  - le zeste râpé de 4 citrons
  - 3 cuillerées à soupe de graines d'anis.

- Préparation : battre les blancs d'œufs, ajouter le sucre, puis les jaunes et le zeste ; travailler 20 min ; incorporer la farine doucement au tamis ; travailler la pâte en y incorporant une cuillerée de graines d'anis ; refroidir la pâte et laisser reposer 1 h.
- Découpage : faire une abaisse de 0,5 cm, appliquer le moule en bois enfariné avec la paume de la main ; découper les motifs du moule au couteau et les disposer sur une tôle beurrée ou cirée (à la cire d'abeille), légèrement enfarinée et saupoudrée de graines d'anis ; couvrir et laisser reposer pour qu'ils sèchent pendant 24 h.
- Cuisson : le lendemain, avant la cuisson, mouiller légèrement les dessous des Springerle ;  faire cuire à 160 °C (320 °F) jusqu'à ce que la base (les pieds) soit dorée ; le dessus doit souffler un peu et rester blanc, dressé sur un petit socle doré.

## Expositions
Une exposition annuelle de Springerle en fin d'année se fait à Freiberg am Neckar (Bade-Wurtemberg) et il existe un musée du Springerle à La Petite-Pierre, en Alsace. À Strasburg (Pennsylvanie), il existe une Springerle House avec une collection de moules importante. La firme Städter à Allendorf (Lumda) est non seulement l'un des derniers fabricants à offrir des moules en bois de poirier, mais entretient sur place une importante collection de moules.